# Debates (coleção)
Debates é uma coleção da Editora Perspectiva. Para o poeta e designer André Vallias, a coleção o marcou pois permitiu um "extraordinário encontro da poesia de Haroldo de Campos com a arte gráfica de Antonio Lizárraga e Gerty Saruê; um marco do design de livros no país".
| Título                                                                                  | Autor                                  | Tema                       | Volume     |
| --------------------------------------------------------------------------------------- | -------------------------------------- | -------------------------- | ---------- |
| A Personagem de Ficção                                                                  | Antonio Candido                        | Teoria da Literatura       | Volume 1   |
| Informação. Linguagem. Comunicação                                                      | Décio Pignatari                        | Comunicação                | Volume 2   |
| Balanço da Bossa                                                                        | Augusto de Campos                      | Música                     | Volume 3   |
| Obra Aberta                                                                             | Umberto Eco                            | Estética                   | Volume 4   |
| Sexo e Temperamento                                                                     | Margaret Mead                          | Antropologia               | Volume 5   |
| Fim do Povo Judeu?                                                                      | Georges Friedmann                      | Sociologia                 | Volume 6   |
| Texto/Contexto I                                                                        | Anatol Rosenfeld                       | Crítica                    | Volume 7   |
| O Sentido e a Máscara                                                                   | Gerd A. Bornheim                       | Teatro                     | Volume 8   |
| Problemas da Física Moderna                                                             | Max Born                               | Filosofia da ciência       | Volume 9   |
| Distúrbios Emocionais e Anti - Semitismo                                                | Marie Jahoda                           | Psicanálise e psicologia   | Volume 10  |
| Barroco Mineiro                                                                         | Lourival Gomes Machado                 | Arte                       | Volume 11  |
| Nova História e Novo Mundo                                                              | Frédéric Mauro                         | História                   | Volume 13  |
| Estruturas Narrativas, As                                                               | Tzvetan Todorov                        | Teoria da Literatura       | Volume 14  |
| Sociologia do Esporte                                                                   | Georges Magnane                        | Sociologia                 | Volume 15  |
| Arte no Horizonte do Provável, A                                                        | Haroldo de Campos                      | Crítica                    | Volume 16  |
| O Dorso do Tigre                                                                        | Benedito Nunes                         | Crítica                    | Volume 17  |
| Quadro da Arquitetura no Brasil                                                         | Nestor Goulart Reis Filho              | Arquitetura                | Volume 18  |
| Apocalípticos e Integrados                                                              | Umberto Eco                            | Estética                   | Volume 19  |
| Babel & Antibabel                                                                       | Paulo Rónai                            | Linguística                | Volume 20  |
| Planejamento no Brasil                                                                  | Betty Mindlin                          | Economia                   | Volume 21  |
| Lingüística. Poética. Cinema.                                                           | Roman Jakobson                         | Linguística                | Volume 22  |
| LSD                                                                                     | John Cashman                           | Psicanálise e psicologia   | Volume 23  |
| Crítica e Verdade                                                                       | Roland Barthes                         | Crítica                    | Volume 24  |
| Raça e Ciência I                                                                        | Juan Comas                             | Ciências sociais           | Volume 25  |
| Shazam!                                                                                 | Álvaro de Moya                         | Comunicação                | Volume 26  |
| Artes Plásticas na Semana de 22                                                         | Aracy Amaral                           | Arte                       | Volume 27  |
| História e Ideologia                                                                    | Francisco Iglésias                     | História                   | Volume 28  |
| Peru: Da Oligarquia Econômica à Militar                                                 | Arnaldo Pedroso D´Horta                | Política                   | Volume 29  |
| Pequena Estética                                                                        | Max Bense                              | Estética                   | Volume 30  |
| O Socialismo Utópico                                                                    | Martin Buber                           | Filosofia                  | Volume 31  |
| A Tragédia Grega                                                                        | Albin Leski                            | Teatro                     | Volume 32  |
| Filosofia em Nova Chave                                                                 | Susanne K. Langer                      | Filosofia                  | Volume 33  |
| Tradição, Ciência do Povo                                                               | Luís da Câmara Cascudo                 | Folclore e cultura popular | Volume 34  |
| Lúdico e as Projeções do Mundo Barroco I, O                                             | Affonso Ávila                          | Arte                       | Volume 35  |
| Lúdico e as Projeções do Mundo Barroco II, O                                            | Affonso Ávila                          | Arte                       | Volume 35  |
| Sartre                                                                                  | Gerd A. Bornheim                       | Filosofia                  | Volume 36  |
| Planejamento Urbano                                                                     | Le Corbusier                           | Urbanismo                  | Volume 37  |
| A Religião e o Surgimento do Capitalismo                                                | R. H. Tawney                           | História                   | Volume 38  |
| A Poética de Maiakóvski                                                                 | Boris Schnaiderman                     | Literatura                 | Volume 39  |
| O Visível e o Invisível                                                                 | Maurice Merleau-Ponty                  | Filosofia                  | Volume 40  |
| A Multidão Solitária                                                                    | David Riesman                          | Ciências sociais           | Volume 41  |
| Maiakóvski e o Teatro de Vanguarda                                                      | Angelo Maria Ripellino                 | Teatro                     | Volume 42  |
| Grande Esperança do Século XX, A                                                        | J. Fourastié                           | Economia                   | Volume 43  |
| ContraComunicação                                                                       | Décio Pignatari                        | Comunicação                | Volume 44  |
| Unissexo                                                                                | Charles E. Winick                      | Ciências sociais           | Volume 45  |
| A Arte de Agora, Agora                                                                  | Herbert Read                           | Arte                       | Volume 46  |
| Bauhaus: NovArquitetura                                                                 | Walter Gropius                         | Arquitetura                | Volume 47  |
| Signos em Rotação                                                                       | Octavio Paz                            | Crítica                    | Volume 48  |
| Escritura e a Diferença, A - (ver ESTUDOS 271)                                          | Jacques Derrida                        | Filosofia                  | Volume 49  |
| Linguagem e Mito                                                                        | Ernst Cassirer                         | Filosofia                  | Volume 50  |
| Formas do Falso, As                                                                     | Walnice Nogueira Galvão                | Crítica                    | Volume 51  |
| Mito e Realidade                                                                        | Mircea Eliade                          | Filosofia                  | Volume 52  |
| O Trabalho em Migalhas                                                                  | Georges Friedmann                      | Ciências sociais           | Volume 53  |
| A Significação no Cinema                                                                | Christian Metz                         | Cinema                     | Volume 54  |
| A Música Hoje                                                                           | Pierre Boulez                          | Música                     | Volume 55  |
| Raça e Ciência II                                                                       | L. C. Dunn                             | Ciências sociais           | Volume 56  |
| Figuras                                                                                 | Gérard Genette                         | Crítica                    | Volume 57  |
| Rumos de uma Cultura Tecnológica                                                        | Abraham Moles                          | Ciências sociais           | Volume 58  |
| Linguagem do Espaço e do Tempo, A                                                       | Hugh M. Lacey                          | Filosofia                  | Volume 59  |
| Formalismo e Futurismo                                                                  | Krystyna Pomorska                      | Crítica                    | Volume 60  |
| Crisântemo e a Espada, O                                                                | Ruth Benedict                          | Antropologia               | Volume 61  |
| Estética e História                                                                     | Bernard Berenson                       | Estética                   | Volume 62  |
| Morada Paulista                                                                         | Luís Saia                              | Arquitetura                | Volume 63  |
| Entre o Passado e o Futuro                                                              | Hannah Arendt                          | Política                   | Volume 64  |
| Política Científica                                                                     | Heitor G. de Souza                     | Planejamento               | Volume 65  |
| A Noite da Madrinha                                                                     | Sergio Miceli                          | Ciências sociais           | Volume 66  |
| 1822: Dimensões                                                                         | Carlos Guilherme Mota                  | História                   | Volume 67  |
| O Kitsch                                                                                | Abraham Moles                          | Estética                   | Volume 68  |
| Estética e Filosofia                                                                    | Mikel Dufrenne                         | Filosofia                  | Volume 69  |
| Sistema dos Objetos, O                                                                  | Jean Baudrillard                       | Semiologia e semiótica     | Volume 70  |
| A Arte na Era da Máquina                                                                | Maxwell Fry                            | Arquitetura                | Volume 71  |
| Teoria e Realidade                                                                      | Mario Bunge                            | Filosofia da ciência       | Volume 72  |
| A Nova Arte                                                                             | Gregory Battcock                       | Arte                       | Volume 73  |
| O Cartaz                                                                                | Abraham Moles                          | Comunicação                | Volume 74  |
| A Prova de Gödel                                                                        | Ernest Nagel                           | lógica                     | Volume 75  |
| Psiquiatria e Antipsiquiatria                                                           | David Cooper                           | Psicanálise e psicologia   | Volume 76  |
| A Caminho da Cidade                                                                     | Eunice Ribeiro Durham                  | Ciências sociais           | Volume 77  |
| Escorpião Encalacrado, O                                                                | Davi Arrigucci Jr.                     | Crítica                    | Volume 78  |
| Caminho Crítico, O                                                                      | Northrop Frye                          | Crítica                    | Volume 79  |
| Economia Colonial                                                                       | J. R. Amaral Lapa                      | História                   | Volume 80  |
| Falência da Crítica                                                                     | Leyla Perrone Moisés                   | Crítica                    | Volume 81  |
| Lazer e Cultura Popular                                                                 | Joffre Dumazedier                      | Ciências sociais           | Volume 82  |
| Signos e a Crítica, Os                                                                  | Cesare Segre                           | Crítica                    | Volume 83  |
| Introdução à Semanálise                                                                 | Julia Kristeva                         | Semiologia e semiótica     | Volume 84  |
| Crises da República                                                                     | Hannah Arendt                          | Política                   | Volume 85  |
| Fórmula e Fábula                                                                        | Willi Bolle                            | Crítica                    | Volume 86  |
| Saída, Voz e Lealdade                                                                   | Albert Hirschman                       | Economia                   | Volume 87  |
| Repensando a Antropologia                                                               | E. R. Leach                            | Antropologia               | Volume 88  |
| Fenomenologia e Estruturalismo                                                          | Andrea Bonomi                          | Filosofia                  | Volume 89  |
| Limites do Crescimento                                                                  | Donella H. Meadows                     | Ecologia                   | Volume 90  |
| Manicômios, Prisões e Conventos                                                         | Erving Goffman                         | Psicanálise e psicologia   | Volume 91  |
| Maneirismo: O Mundo como Labirinto                                                      | Gustav R. Hocke                        | Arte                       | Volume 92  |
| Semiótica e Literatura                                                                  | Décio Pignatari                        | Semiologia e semiótica     | Volume 93  |
| Cozinhas, Etc.                                                                          | Carlos A. C. Lemos                     | Arquitetura                | Volume 94  |
| Religiões dos Oprimidos, As                                                             | Vittorio Lanternari                    | Ciências sociais           | Volume 95  |
| Três Estabelecimentos Humanos, Os                                                       | Le Corbusier                           | Arquitetura                | Volume 96  |
| Palavras sob as Palavras, As                                                            | Jean Starobinski                       | Crítica                    | Volume 97  |
| Introdução à Literatura Fantástica                                                      | Tzvetan Todorov                        | Teoria da Literatura       | Volume 98  |
| Significado nas Artes Visuais                                                           | Erwin Panofsky                         | Arte                       | Volume 99  |
| Vila Rica                                                                               | Sylvio de Vasconcellos                 | Arquitetura                | Volume 100 |
| Tributação Indireta nas Economias em Desenvolvimento                                    | John F. Due                            | Economia                   | Volume 101 |
| Metáfora e Montagem                                                                     | Modesto Carone Netto                   | Crítica                    | Volume 102 |
| Repertório                                                                              | Michel Butor                           | Crítica                    | Volume 103 |
| Valise de Cronópio                                                                      | Julio Cortázar                         | Crítica                    | Volume 104 |
| Metáfora Crítica, A                                                                     | João Alexandre Barbosa                 | Crítica                    | Volume 105 |
| Mundo, Homem, Arte em Crise                                                             | Mário Pedrosa                          | Arte                       | Volume 106 |
| Ensaios Críticos e Filosóficos                                                          | Ramón Xirau                            | Crítica                    | Volume 107 |
| Do Brasil à América                                                                     | Frédéric Mauro                         | História                   | Volume 108 |
| Jazz: do Rag ao Rock, O                                                                 | Joachim E. Berendt                     | Música                     | Volume 109 |
| Etc...,Etc..., (Um Livro 100% Brasileiro)                                               | Blaise Cendrars                        | Literatura                 | Volume 110 |
| Território da Arquitetura                                                               | Vittorio Gregotti                      | Arquitetura                | Volume 111 |
| Crise Mundial da Educação, A                                                            | Philip H. Coombs                       | Educação e pedagogia       | Volume 112 |
| Teoria e Projeto na Primeira Era da Máquina                                             | Reyner Banham                          | Arquitetura                | Volume 113 |
| Cidades: O Substantivo e o Adjetivo                                                     | Jorge Wilheim                          | Urbanismo                  | Volume 114 |
| A Estrutura das Revoluções Científicas                                                  | Thomas S. Kuhn                         | História da ciência        | Volume 115 |
| Bela Época do Cinema Brasileiro, A                                                      | Vicente de Paula Araújo                | Cinema                     | Volume 116 |
| Crise Regional e Planejamento                                                           | Amélia Cohn                            | Ciências sociais           | Volume 117 |
| Sistema Político Brasileiro, O                                                          | Celso Lafer                            | Política                   | Volume 118 |
| Êxtase Religioso                                                                        | Ioan M. Lewis                          | Antropologia               | Volume 119 |
| Pureza e Perigo                                                                         | Mary Douglas                           | Antropologia               | Volume 120 |
| História, Corpo do Tempo                                                                | José Honório Rodrigues                 | História                   | Volume 121 |
| Escrito sobre um Corpo                                                                  | Severo Sarduy                          | Crítica                    | Volume 122 |
| Linguagem e Cinema                                                                      | Christian Metz                         | Cinema                     | Volume 123 |
| Discurso Engenhoso, O                                                                   | Antonio José Saraiva                   | Crítica                    | Volume 124 |
| Psicanalisar                                                                            | Serge Leclaire                         | Psicanálise e psicologia   | Volume 125 |
| Magistrados e Feiticeiros na França do Século XVII                                      | Robert Mandrou                         | História                   | Volume 126 |
| Teatro e sua Realidade, O                                                               | Bernard Dort                           | Teatro                     | Volume 127 |
| Cabala e seu Simbolismo, A                                                              | Gershom Scholem                        | Filosofia                  | Volume 128 |
| Sintaxe e Semântica na Gramática Transformacional                                       | Andrea Bonomi                          | Linguística                | Volume 129 |
| Conjunções e Disjunções                                                                 | Octavio Paz                            | Crítica                    | Volume 130 |
| Escritos sobre a História                                                               | Fernand Braudel                        | História                   | Volume 131 |
| Escritos                                                                                | Jacques Lacan                          | Psicanálise e psicologia   | Volume 132 |
| De Anita ao Museu                                                                       | Paulo Mendes de Almeida                | Arte                       | Volume 133 |
| Reoperação do Texto, A                                                                  | Haroldo de Campos                      | Crítica                    | Volume 134 |
| Arquitetura, Industrialização e Desenvolvimento                                         | Paulo J. V. Bruna                      | Urbanismo                  | Volume 135 |
| Poesia-Experiência                                                                      | Mário Faustino                         | Literatura                 | Volume 136 |
| Novos Realistas, Os                                                                     | Pierre Restany                         | Arte                       | Volume 137 |
| Semiologia do Teatro                                                                    | J. Guinsburg                           | Teatro                     | Volume 138 |
| Arte-Educação no Brasil                                                                 | Ana Mae Barbosa                        | Educação e pedagogia       | Volume 139 |
| Borges: Uma Poética da Leitura                                                          | Emir Rodríguez Monegal                 | Crítica                    | Volume 140 |
| Fim de uma Tradição, O                                                                  | Robert W. Shirley                      | Antropologia               | Volume 141 |
| Sétima Arte: Um Culto Moderno                                                           | Ismail Xavier                          | Cinema                     | Volume 142 |
| Estética do Objetivo, A                                                                 | Aldo Tagliaferri                       | Estética                   | Volume 143 |
| Construção do Sentido na Arquitetura, A                                                 | J. Teixeira Coelho Netto               | Arquitetura                | Volume 144 |
| A Gramática do Decameron                                                                | Tzvetan Todorov                        | Teoria da Literatura       | Volume 145 |
| Escravidão, Reforma e Imperialismo                                                      | Richard Graham                         | História                   | Volume 146 |
| História do Surrealismo                                                                 | Maurice Nadeau                         | Arte                       | Volume 147 |
| Poder e Legitimidade                                                                    | José Eduardo Faria                     | Política                   | Volume 148 |
| Práxis do Cinema                                                                        | Noel Burch                             | Cinema                     | Volume 149 |
| As Estruturas e o Tempo                                                                 | Cesare Segre                           | Crítica                    | Volume 150 |
| A Poética do Silêncio                                                                   | Modesto Carone Netto                   | Literatura                 | Volume 151 |
| Planejamento e Bem-Estar Social                                                         | Henrique Rattner                       | Ciências sociais           | Volume 152 |
| Teatro Moderno                                                                          | Anatol Rosenfeld                       | Teatro                     | Volume 153 |
| Uma Literatura nos Trópicos                                                             | Silviano Santiago                      | Literatura                 | Volume 155 |
| Cobra de Vidro                                                                          | Sergio Buarque de Holanda              | Crítica                    | Volume 156 |
| Testando o Leviathan                                                                    | Antonia F. P. Almeida Wright           | História                   | Volume 157 |
| Do Diálogo e do Dialógico                                                               | Martin Buber                           | Filosofia                  | Volume 158 |
| Ensaios Lingüísticos                                                                    | Louis Hjelmslev                        | Linguística                | Volume 159 |
| Realismo Maravilhoso, O                                                                 | Irlemar Chiampi                        | Literatura                 | Volume 160 |
| Tentativas de Mitologia                                                                 | Sergio Buarque de Holanda              | Crítica                    | Volume 161 |
| Semiótica Russa                                                                         | Boris Schnaiderman                     | Semiologia e semiótica     | Volume 162 |
| Salões, Circos e Cinemas de São Paulo                                                   | Vicente de Paula Araújo                | Cinema                     | Volume 163 |
| Sociologia Empírica do Lazer                                                            | Joffre Dumazedier                      | Ciências sociais           | Volume 164 |
| Física e Filosofia                                                                      | Mario Bunge                            | Filosofia da ciência       | Volume 165 |
| O Teatro Ontem e Hoje                                                                   | Célia Berrettini                       | Teatro                     | Volume 166 |
| O Futurismo Italiano                                                                    | Aurora F. Bernardini                   | Arte                       | Volume 167 |
| Semiótica, Informação e Comunicação                                                     | J. Teixeira Coelho Netto               | Semiologia e semiótica     | Volume 168 |
| Lacan: Operadores da Leitura                                                            | Américo Vallejo                        | Psicanálise e psicologia   | Volume 169 |
| Dos Murais de Portinari aos Espaços de Brasília                                         | Mário Pedrosa                          | Crítica                    | Volume 170 |
| O Lírico e o Trágico em Leopardi                                                        | Helena Parente Cunha                   | Literatura                 | Volume 171 |
| A Criança e a Febem                                                                     | Marlene Guirado                        | Psicanálise e psicologia   | Volume 172 |
| Arquitetura Italiana em São Paulo                                                       | Anita Salmoni                          | Arquitetura                | Volume 173 |
| Feitura das Artes                                                                       | José Neistein                          | Arte                       | Volume 174 |
| Oficina: Do Teatro ao Te-Ato                                                            | Armando Sérgio da Silva                | Teatro                     | Volume 175 |
| Conversas com Igor Stravinski                                                           | Igor Stravinski                        | Música                     | Volume 176 |
| Arte como Medida                                                                        | Sheila Leirner                         | Crítica                    | Volume 177 |
| Nzinga                                                                                  | Roy Glasgow                            | História                   | Volume 178 |
| Mito e o Herói no Moderno Teatro Brasileiro, O                                          | Anatol Rosenfeld                       | Teatro                     | Volume 179 |
| Industrialização do Algodão em São Paulo                                                | Maria Regina C. Mello                  | História                   | Volume 180 |
| Poesia com Coisas                                                                       | Marta Peixoto                          | Crítica                    | Volume 181 |
| Hierarquia e Riqueza na Sociedade Burguesa                                              | Adeline Daumard                        | História                   | Volume 182 |
| Natureza e Sentido da Improvisação Teatral                                              | Sandra Chacra                          | Teatro                     | Volume 183 |
| Pensamento Psicológico, O                                                               | Anatol Rosenfeld                       | Psicanálise e psicologia   | Volume 184 |
| Mouros, Franceses e Judeus                                                              | Luís da Câmara Cascudo                 | Folclore e cultura popular | Volume 185 |
| Tecnologia, Planejamento e Desenvolvimento Autônomo                                     | Francisco R. Sagasti                   | Planejamento               | Volume 186 |
| Mário Zanini e seu Tempo                                                                | Alice Brill                            | Arte                       | Volume 187 |
| Brasil e a Crise Mundial, O                                                             | Celso Lafer                            | Política                   | Volume 188 |
| Jogos Teatrais                                                                          | Ingrid Dormien Koudela                 | Teatro                     | Volume 189 |
| Cidade e o Arquiteto, A                                                                 | Leonardo Benevolo                      | Arquitetura                | Volume 190 |
| Visão Filosófica do Mundo                                                               | Max Scheler                            | Filosofia                  | Volume 191 |
| Stanislávski e o Teatro de Arte de Moscou                                               | J. Guinsburg                           | Teatro                     | Volume 192 |
| Teatro Épico, O                                                                         | Anatol Rosenfeld                       | Teatro                     | Volume 193 |
| Socialismo Religioso dos Essênios, O                                                    | W. J. Tyloch                           | História                   | Volume 194 |
| Poesia e Música                                                                         | Carlos Daghlian                        | Literatura                 | Volume 195 |
| Narrativa de Hugo Carvalho Ramos, A                                                     | Albertina Vicentini                    | Crítica                    | Volume 196 |
| Vida e História                                                                         | José Honório Rodrigues                 | História                   | Volume 197 |
| Ilusões da Modernidade                                                                  | João Alexandre Barbosa                 | Crítica                    | Volume 198 |
| Exercício Findo                                                                         | Décio de Almeida Prado                 | Teatro                     | Volume 199 |
| Marcel Duchamp: Engenheiro do Tempo Perdido                                             | Pierre Cabanne                         | Arte                       | Volume 200 |
| Uma Consciência Feminista: Rosário Castellanos                                          | Beth Miller                            | Crítica                    | Volume 201 |
| Neolítico: Arte Moderna                                                                 | Ana Claudia de Oliveira                | Arte                       | Volume 202 |
| Sobre Comunidade                                                                        | Martin Buber                           | Sociologia                 | Volume 203 |
| Heterotexto Pessoano, O                                                                 | José Augusto Seabra                    | Crítica                    | Volume 204 |
| Que é uma Universidade?, O                                                              | Luiz Jean Lauand                       | Educação e pedagogia       | Volume 205 |
| Arte da Performance, A                                                                  | Jorge Glusberg                         | Arte                       | Volume 206 |
| Menino na Literatura Brasileira, O                                                      | Vânia Maria Resende                    | Crítica                    | Volume 207 |
| Do Anti-Sionismo ao Anti-Semitismo                                                      | Léon Poliakov                          | Política                   | Volume 208 |
| Da Arte e da Linguagem                                                                  | Alice Brill                            | Arte                       | Volume 209 |
| Linguagem da Sedução, A                                                                 | Ciro Marcondes Filho                   | Comunicação                | Volume 210 |
| Teatro Brasileiro Moderno, O                                                            | Décio de Almeida Prado                 | Teatro                     | Volume 211 |
| Qorpo-Santo: Surrealismo ou Absurdo?                                                    | Eudinyr Fraga                          | Teatro                     | Volume 212 |
| Conhecimento, Linguagem, Ideologia                                                      | Marcelo Dascal                         | Filosofia                  | Volume 213 |
| Voragem do Olhar, A                                                                     | Regina Lúcia Pontieri                  | Literatura                 | Volume 214 |
| Notas para uma Definição de Cultura                                                     | Thomas S. Eliot                        | Filosofia                  | Volume 215 |
| Guimarães Rosa: As Paragens Mágicas                                                     | Irene Gilberto Simões                  | Literatura                 | Volume 216 |
| Música Hoje 2, A                                                                        | Pierre Boulez                          | Música                     | Volume 217 |
| Borges & Guimarães                                                                      | Vera Mascarenha Campos                 | Literatura                 | Volume 218 |
| Performance como Linguagem                                                              | Renato Cohen                           | Arte                       | Volume 219 |
| Walter Benjamin: A História de uma Amizade                                              | Gershom Scholem                        | História                   | Volume 220 |
| Linguagem Liberada, A                                                                   | Kathrin Holzermayr Rosenfield          | Literatura                 | Volume 221 |
| Colômbia Espelho América                                                                | Edvaldo Pereira Lima                   | Viagem                     | Volume 222 |
| Tutaméia: Engenho e Arte                                                                | Vera Novis                             | Literatura                 | Volume 223 |
| Escritura Urbana                                                                        | Eduardo de Oliveira Elias              | Urbanismo                  | Volume 225 |
| Analogia do Dissimilar                                                                  | Irene A. Machado                       | Crítica                    | Volume 226 |
| Jazz ao Vivo                                                                            | Carlos Calado                          | Música                     | Volume 227 |
| Poético: Magia e Iluminação, O                                                          | Álvaro Cardoso Gomes                   | Literatura                 | Volume 228 |
| Dewey: Filosofia e Experiência Democrática                                              | Maria Nazaré de Camargo Pacheco Amaral | Filosofia                  | Volume 229 |
| Grupo Macunaíma: Carnavalização e Mito                                                  | David George                           | Teatro                     | Volume 230 |
| Bom Fim do Shtetl: Moacyr Scliar, O                                                     | Gilda Salem Szklo                      | Crítica                    | Volume 231 |
| Aldo Bonadei: O Percurso de um Pintor                                                   | Lisbeth Rebollo Gonçalves              | Arte                       | Volume 232 |
| Bildungsroman Feminino: Quatro Exemplos Brasileiros, O                                  | Cristina Ferreira Pinto                | Crítica                    | Volume 233 |
| Romantismo e Messianismo                                                                | Michael Löwy                           | Filosofia                  | Volume 234 |
| Do Simbólico ao Virtual                                                                 | Jorge Lúcio de Campos                  | Arte                       | Volume 235 |
| O Jazz como Espetáculo                                                                  | Carlos Calado                          | Música                     | Volume 236 |
| Arte e seu Tempo                                                                        | Sheila Leirner                         | Crítica                    | Volume 237 |
| O Super-Homem de Massa                                                                  | Umberto Eco                            | Crítica                    | Volume 238 |
| Artigos Musicais                                                                        | Livio Tragtenberg                      | Música                     | Volume 239 |
| Borges e a Cabala                                                                       | Saúl Sosnowski                         | Crítica                    | Volume 240 |
| Bunraku: Um Teatro de Bonecos                                                           | Sakae M. Giroux                        | Teatro                     | Volume 241 |
| De Berlim a Jerusalém                                                                   | Gershom Scholem                        | História                   | Volume 242 |
| Os Arquivos Imperfeitos                                                                 | Fausto Colombo                         | Comunicação                | Volume 243 |
| No Reino da Desigualdade                                                                | Maria Lúcia de Souza Barros Pupo       | Teatro                     | Volume 244 |
| Comics da Imigração na América                                                          | John Appel                             | Comunicação                | Volume 245 |
| Arte do Ator, A                                                                         | Richard Boleslavski                    | Teatro                     | Volume 246 |
| Metalinguagem & Outras Metas                                                            | Haroldo de Campos                      | Crítica                    | Volume 247 |
| Um Vôo Brechtiano                                                                       | Ingrid Dormien Koudela                 | Teatro                     | Volume 248 |
| Correspondência                                                                         | Walter Benjamin                        | Filosofia                  | Volume 249 |
| Ironia e o Irônico                                                                      | D. C. Muecke                           | Crítica                    | Volume 250 |
| Autoritarismo e Eros                                                                    | Vilma Figueiredo                       | Sociologia                 | Volume 251 |
| Morfologia e Estrutura no Conto Folclórico                                              | Alan Dundes                            | Folclore e cultura popular | Volume 252 |
| Caymmi: Uma Utopia de Lugar                                                             | Antonio Risério                        | Música                     | Volume 253 |
| Texto/Contexto II                                                                       | Anatol Rosenfeld                       | Crítica                    | Volume 254 |
| História da Literatura e do Teatro Alemães                                              | Anatol Rosenfeld                       | Literatura                 | Volume 255 |
| Prismas do Teatro                                                                       | Anatol Rosenfeld                       | Teatro                     | Volume 256 |
| Letras Germânicas                                                                       | Anatol Rosenfeld                       | Literatura                 | Volume 257 |
| Negro, Macumba e Futebol                                                                | Anatol Rosenfeld                       | Antropologia               | Volume 258 |
| Thomas Mann                                                                             | Anatol Rosenfeld                       | Crítica                    | Volume 259 |
| Letras e Leituras                                                                       | Anatol Rosenfeld                       | Literatura                 | Volume 260 |
| Teatro de Anchieta a Alencar                                                            | Décio de Almeida Prado                 | Teatro                     | Volume 261 |
| Um Jato na Contramão                                                                    | Eduardo Peñuela Cañizal                | Cinema                     | Volume 262 |
| Isaiah Berlin: Com Toda Liberdade                                                       | Ramin Jahanbegloo                      | Filosofia                  | Volume 263 |
| Indústria Cultural: A Agonia de um Conceito                                             | Paulo Puterman                         | Música                     | Volume 264 |
| Golem, Benjamin, Buber e outros Justos: Judaica I, O                                    | Gershom Scholem                        | Crítica                    | Volume 265 |
| Nome de Deus, A Teoria da Linguagem e outros Estudos de Cabala e Mística: Judaica II, O | Gershom Scholem                        | Crítica                    | Volume 266 |
| Cena em Sombras, A                                                                      | Leda Maria Martins                     | Teatro                     | Volume 267 |
| Darius Milhaud: Em Pauta                                                                | Claude Rostand                         | Música                     | Volume 268 |
| Guardador de Signos, O                                                                  | Rinaldo Gama                           | Crítica                    | Volume 269 |
| Mito, O                                                                                 | K. K. Ruthven                          | Crítica                    | Volume 270 |
| Texto e Jogo                                                                            | Ingrid Dormien Koudela                 | Teatro                     | Volume 271 |
| Moralidade da Democracia, A                                                             | Leonardo Avritzer                      | Ciências sociais           | Volume 272 |
| Drama Romântico Brasileiro, O                                                           | Décio de Almeida Prado                 | Teatro                     | Volume 273 |
| Poesia Visual - Vídeo Poesia                                                            | Ricardo Araújo                         | Arte                       | Volume 275 |
| Existência em Decisão                                                                   | Ricardo Timm de Souza                  | Filosofia                  | Volume 276 |
| Planejamento no Brasil II                                                               | Anita Kon                              | Economia                   | Volume 277 |
| Para Trás e para Frente                                                                 | David Ball                             | Teatro                     | Volume 278 |
| Capitalismo e Mundialização em Marx                                                     | Alex Fiuza de Mello                    | Sociologia                 | Volume 279 |
| Metafísica e Finitude                                                                   | Gerd A. Bornheim                       | Filosofia                  | Volume 280 |
| Brecht na Pós-Modernidade                                                               | Ingrid Dormien Koudela                 | Teatro                     | Volume 281 |
| Na Cinelândia Paulistana                                                                | Anatol Rosenfeld                       | Cinema                     | Volume 282 |
| Caldeirão de Medéia, O                                                                  | Roberto Romano                         | Filosofia                  | Volume 283 |
| Unidade e Fragmentação                                                                  | Anita Kon                              | Economia                   | Volume 284 |
| Grau Zero do Escreviver, O                                                              | José Lino Grünewald                    | Crítica                    | Volume 285 |
| Literatura e Música                                                                     | Solange Ribeiro de Oliveira            | Literatura                 | Volume 286 |
| Crise das Matrizes Espaciais                                                            | Fábio DuArte                           | Urbanismo                  | Volume 287 |
| Cinema: Arte & Indústria                                                                | Anatol Rosenfeld                       | Cinema                     | Volume 288 |
| Paixão Segundo a Ópera, A                                                               | Jorge Coli                             | Música                     | Volume 289 |
| Alex Viany: Crítico e Historiador                                                       | Arthur Autran                          | Cinema                     | Volume 290 |
| George Steiner: À Luz de Si Mesmo                                                       | Ramin Jahanbegloo                      | Filosofia                  | Volume 291 |
| Um Ofício Perigoso                                                                      | Luciano Canfora                        | Filosofia                  | Volume 292 |
| Som-Imagem no Cinema                                                                    | Luiz Adelmo Fernandes Manzano          | Cinema                     | Volume 293 |
| Desafio do Islã e Outros Desafios, O                                                    | Roberto Romano                         | Filosofia                  | Volume 294 |
| Ponto de Fuga                                                                           | Jorge Coli                             | Arte                       | Volume 295 |
| Adeus a Emmanuel Lévinas                                                                | Jacques Derrida                        | Filosofia                  | Volume 296 |
| Platão: Uma Poética para a Filosofia                                                    | Paulo Butti de Lima                    | Filosofia                  | Volume 297 |
| Teatro é Necessário?, O                                                                 | Denis Guénoun                          | Teatro                     | Volume 298 |
| Ética e Cultura                                                                         | Danilo Santos de Miranda               | Filosofia                  | Volume 299 |
| Eu Não Disse?                                                                           | Mauro Chaves                           | Política                   | Volume 300 |
| Teatro do Corpo Manifesto, O                                                            | Lúcia Romano                           | Teatro                     | Volume 301 |
| A Cidade Imaginária                                                                     | Luiz Nazario                           | Cinema                     | Volume 302 |
| O Melodrama                                                                             | Jean-Marie Thomasseau                  | Teatro                     | Volume 303 |
| Estado Persa, O                                                                         | David Asheri                           | História                   | Volume 304 |
| Óperas e outros Cantares                                                                | Sergio Casoy                           | Música                     | Volume 305 |
| Primeira Lição de Urbanismo                                                             | Bernardo Secchi                        | Urbanismo                  | Volume 306 |
| Conversas com Gaudí                                                                     | Cesar Martinell i Brunet               | Arquitetura                | Volume 307 |
| Racismo, Uma Introdução, O                                                              | Michel Wieviorka                       | Antropologia               | Volume 308 |
| Emmanuel Lévinas: Ensaio e Entrevistas                                                  | François Poirié                        | Filosofia                  | Volume 309 |
| Marcel Proust: Realidade e Criação                                                      | Vera de Azambuja Harvey                | Crítica                    | Volume 310 |
| Teatro com Meninos e Meninas de Rua                                                     | Marcia Pompeo Nogueira                 | Teatro                     | Volume 312 |
| Poeta e a Consciência Crítica, O                                                        | Affonso Ávila                          | Crítica                    | Volume 313 |
| O Pós-Dramático                                                                         | J. Guinsburg                           | Teatro                     | Volume 314 |
| Maneirismo na Literatura                                                                | Gustav R. Hocke                        | Literatura                 | Volume 315 |
| Cidade do Primeiro Renascimento, A                                                      | Donatella Calabi                       | Urbanismo                  | Volume 316 |
| Falando de Idade Média                                                                  | Paul Zumthor                           | História                   | Volume 317 |
| A Cidade do Século Vinte                                                                | Bernardo Secchi                        | Urbanismo                  | Volume 318 |
| A Cidade do Século XIX                                                                  | Guido Zucconi                          | Urbanismo                  | Volume 319 |
| Hedonista Virtuoso, O                                                                   | Giovanni Cutolo                        | Design                     | Volume 320 |
| Tradução, Ato Desmedido                                                                 | Boris Schnaiderman                     | Literatura                 | Volume 321 |
| Preconceito, Racismo e Política                                                         | Anatol Rosenfeld                       | Filosofia                  | Volume 322 |
| Contar Histórias com o Jogo Teatral                                                     | Alessandra Ancona de Faria             | Teatro                     | Volume 323 |
| Judaísmo, Reflexões e Vivências                                                         | Anatol Rosenfeld                       | Crítica                    | Volume 324 |
| Dramaturgia de Televisão                                                                | Renata Pallottini                      | Televisão                  | Volume 325 |
| Brecht e o Teatro Épico                                                                 | Anatol Rosenfeld                       | Teatro                     | Volume 326 |
| Teatro no Brasil                                                                        | Ruggero Jacobbi                        | Teatro                     | Volume 327 |
| 40 Questões para um Papel                                                               | Jurij Alschitz                         | Teatro                     | Volume 328 |
| Teatro Brasileiro: Ideias de uma História                                               | J. Guinsburg                           | Teatro                     | Volume 329 |
| Dramaturgia: A Construção da Personagem                                                 | Renata Pallottini                      | Teatro                     | Volume 330 |
| Caminhante, Não Há Caminho. Só Rastros                                                  | Ana Cristina Colla                     | Teatro                     | Volume 331 |
| Ensaios de Atuação                                                                      | Renato Ferracini                       | Teatro                     | Volume 332 |
| A Vertical do Papel                                                                     | Jurij Alschitz                         | Teatro                     | Volume 333 |
| Máscara e Personagem: O Judeu no Teatro Brasileiro                                      | Maria Augusta de Toledo Bergerman      | Teatro                     | Volume 334 |
| Razão de Estado e Outros Estados da Razão                                               | Roberto Romano                         | Filosofia                  | Volume 335 |
| Teatro em Crise                                                                         | Anatol Rosenfeld                       | Teatro                     | Volume 336 |